# Agata Wątróbska
Agata Wątróbska (ur. 21 maja 1981 w Przemyślu) – polska aktorka teatralna, filmowa i dubbingowa.

## Życiorys
Zadebiutowała w 2002 niewielką rolą w serialu Samo życie. W 2007 ukończyła studia aktorskie na Akademii Teatralnej w Warszawie. W tym samym roku związała się zawodowo z Teatrem Dramatycznym m.st. Warszawy. W jej dorobku filmowym dominują role serialowe. Występowała w Kabarecie na Koniec Świata, a także w Kabarecie Moralnego Niepokoju.
20 czerwca 2020 wyszła za mąż za aktora Janusza Chabiora. W 2021 wzięli udział w programie TVN Power Couple, zajmując w nim piąte miejsce.

## Filmografia
- 2002–2010: Samo życie, jako kobieta opiekująca się Łukaszem Szpunarem
- 2003–2020: Na Wspólnej jako Celina Jesionowska
- 2006: Egzamin z życia jako Iwonka
- 2007: Wywiad jako żona
- 2009: Wojna polsko-ruska jako kasjerka
- 2011: Układ warszawski jako Andżelika
- 2012: Krew z krwi jako znajoma Marka
- 2013: Barwy szczęścia jako Aneta
- 2014: Arbiter uwagi jako bratowa Renata
- 2015: Prokurator jako informatyczka policyjna Trinity
- 2016: O mnie się nie martw jako Maryla
- 2018: M jak miłość jako Dorota, żona Eryka
- 2019: Na dobre i na złe jako strażniczka miejska Anna
- 2020: Mały zgon jako więźniarka Lola
- 2021: Piękni i bezrobotni jako Zyta, była żona Romka
- 2021: Jak pokochałam gangstera jako prostytutka w parku[4]
- 2023: Cały ten seks jako Sabina
- 2023: Informacja zwrotna jako Sylwia
- 2023: Rafi jako Aśka Szmajkowska

Źródło:

## Nagrody i wyróżnienia
- 2007: Wyróżnienie Ministra Kultury i Dziedzictwa Narodowego za rolę Maggie w spektaklu „Tańce w Ballybeg” na XXV Festiwalu Szkół Teatralnych w Łodzi
- 2008: Wyróżnienie w konkursie aktorskiej interpretacji piosenki na Przeglądzie Piosenki Aktorskiej we Wrocławiu
- 2019: Nagroda aktorska za rolę w spektaklu „Miłość od ostatniego wejrzenia” na XIX Festiwalu Dramaturgii Współczesnej „Rzeczywistość Przedstawiona” w Zabrzu